# Ian Brightwell
Pour les articles homonymes, voir Brightwell.
Ian Robert Brightwell, couramment appelé Ian Brightwell, est un footballeur puis entraîneur anglais, né le 9 avril 1968 à Lutterworth, Angleterre. Évoluant au poste de défenseur, il est principalement connu pour ses saisons à Manchester City, Walsall, Port Vale et Macclesfield Town (ces deux derniers clubs qu’il a aussi entraînés) ainsi que pour avoir été sélectionné en Angleterre espoirs.

## Biographie

### Carrière de joueur
Natif de Lutterworth mais ayant grandi à Congleton, Cheshire, de parents athlètes : sa mère, Ann Packer, est championne olympique sur 800 m aux Jeux olympiques d'été de 1964 à Tokyo, et son père, Robbie Brightwell, est champion d'Europe du 400 mètres lors des Championnats de 1962, à Belgrade. Il intègre les équipes de jeune de Manchester City dès 14 ans. Il remporte d’ailleurs la FA Youth Cup en 1986 avec notamment Paul Lake (en) et David White (en). Son jeune frère, David Brightwell (en), est aussi footballeur professionnel, commençant sa carrière aussi à Manchester City.
Il fait ses débuts avec l’équipe première, sous la direction de Billy McNeill, le 23 août 1986 pour un match contre Wimbledon. Il devient très rapidement un joueur régulier de l’équipe-type y compris après le remplacement de McNeill par Jimmy Frizzell (en) mais ne peut empêcher la relégation du club en Second Division à la suite de la saison 1986-87.
Il s’établit alors comme un joueur très polyvalent, capable pratiquement de jouer à tous les postes, mais c’est au poste d’arrière droit ou de milieu droit qu’il est le plus utilisé.
Après avoir terminé 9e de leur première saison en Second Division, le club obtient la promotion à l’issue de la saison 1988-89, sous la direction de Mel Machin (en), avec une deuxième place en championnat.
Il ne marque pas beaucoup de buts au cours de sa carrière, mais l’un de ceux-ci, inscrit pour les Citizens le 3 février 1990, est resté dans les mémoires des supporteurs. D’une frappe de 30 mètres en pleine lucarne, il permet à son club d’arracher un match nul dans le derby de Manchester, contre les grands rivaux d’United à Old Trafford.
Sous la direction d’Howard Kendall, ils terminent à la 14e place lors de la saison 1989-90, puis à la 5e position, lors des saisons 1990-91 puis 1991-92 mais uniquement 9e lors de la saison inaugurale de la Premier League en 1992-93, sous la direction de Peter Reid.
Les deux saisons suivantes furent décevantes, avec une 16e et une 17e place, sous la direction de Brian Horton (en), saisons que Brightwell manqua en grosse partie, à cause d’une blessure au tendon rotulien. Il revient lors de la saison 1995-96, avec Alan Ball (en) aux commandes, mais ne put empêcher les Citizens d’être relégués, à la différence de buts, favorable à Southampton.
Lors de la saison 1996-97, en First Division, Brightwell reste un membre important de l’équipe malgré les changements d’entraîneur, avec Frank Clark remplaçant Steve Coppell qui lui-même avait remplacé Alan Ball (en). La saison suivante fut encore plus difficile, Brightwell ne pouvant pas empêcher une nouvelle relégation, Manchester City se retrouvant pour la première fois de son histoire dans le troisième niveau du championnat anglais.
Il se voit alors offrir l’opportunité de quitter le club avec un transfert gratuit, Manchester City devant aussi dégraisser sa masse salariale, et après 18 années de présence au club (marquées par 382 matches de championnat et de coupe avec 19 buts inscrits), un match de jubilé lui est organisé avant son départ pour Coventry City.
Ayant intégré l'effectif des Sky Blues pour la saison 1998-99 et la suivante, il ne reçoit presque aucune occasion de jouer de la part de l'entraîneur Gordon Strachan, ne participant qu'à une seule rencontre de League Cup. Il connaît un prêt à Walsall à la fin de la saison 1999-2000, ce qui lui permet de retrouver du temps de jeu, mais il ne peut empêcher les Saddlers d'être relégués.
Malgré la relégation, il a réussi à impressionner Ray Graydon (en), l'entraîneur de Walsall qui fait une offre pour recruter de manière définitive Brightwell au Bescot Stadium (en) pendant l'été 2000. Il est ainsi une pièce majeure de l'effectif qui parvient à décrocher la 4e place de la Second Division lors de la saison 2000-01, en participant à 54 matches. Qualifié pour les play-offs de promotion, ils éliminent Stoke City en demi-finale avant de battre Reading 3-2 après prolongation en finale au Millennium Stadium de Cardiff et d'obtenir ainsi la promotion directement après leur relégation.
Après avoir de nouveau goûté à la First Division avec les Saddlers, il retourne en Second Division en signant pour Stoke City, recruté par Guðjón Þórðarson, en mars 2002. Il connaît à cette occasion une deuxième promotion successive en First Division à travers les play-offs avec les Potters qui éliminent Cardiff City en demi-finale puis battent Brentford 2-0 en finale.
De nouveau, il choisit de retourner en Second Division en s'engageant en août 2002 pour Port Vale, le grand rival de Stoke City. Il y retrouve son ancien entraîneur de Manchester City, Brian Horton (en). Il joue 38 matches pour les Valiants lors de la saison 2002-03, avant d'être nommé à un poste d'assistant de l'entraîneur du club en juin 2003 tout en continuant à participer à quelques matches comme joueur. Il a même été l'entraîneur en tête du club pendant un temps très court d'intérim, entre le départ de Brian Horton (en) et l'arrivée de Martin Foyle (en) en février 2004. Il quitte finalement le club en mai 2004 pour suivre Brian Horton (en) qui a pris la direction de Macclesfield Town.
Il intègre l'encadrement des Silkmen en tant qu'entraîneur de la réserve mais prend soin de s'enregistrer aussi comme joueur de l'effectif professionnel, ce qui lui permet d'étoffer ses statistiques de 17 matches supplémentaires de League Two et de 7 matches de Coupes, en deux saisons, avant de prendre sa retraite de joueur à l'issue de la saison 2005-2006.

### Carrière internationale
Il reçoit 4 sélections en Angleterre espoirs en 1988 et 1989, pour 2 buts inscrits.

### Carrière d'entraîneur
En plus de son court intérim à Port Vale en février 2004, il connaît une deuxième période d'intérim à la tête d'un club, à Macclesfield Town, de nouveau après le renvoi de Brian Horton (en). Cette fois-ci, l'intérim, commencé le 2 octobre 2006, dure 3 semaines jusqu'à l'arrivée de Paul Ince.
Après le départ de celui-ci, le 24 juin 2007, pour prendre les rênes de MK Dons, Brightwell est nommé de nouveau entraîneur des Silkmen mais de manière définitive cette fois-ci. Il nomme alors Asa Hartford au poste d'adjoint et les deux quittent le club en février 2008 après une série de mauvais résultats, Keith Alexander devenant le nouvel entraîneur. Il a été alors proposé à Brightwell de rester au Moss Rose (en) et de récupérer son ancien poste d'assistant mais celui-ci décline l'offre.
En octobre 2008, il intègre l'encadrement technique de Port Vale, comme adjoint à Dean Glover (en), poste qu'il occupera jusqu'en février 2009.
Il a commencé à se reconvertir comme consultant et présentateur sur BBC Radio Manchester.

## Statistiques

### Comme joueur
| Club              | Saison         | Championnat     | Championnat | Championnat | FA Cup  | FA Cup | League Cup | League Cup | Autre[A] | Autre[A] | Total   | Total |
| Club              | Saison         | Division        | Matches     | Buts        | Matches | Buts   | Matches    | Buts       | Matches  | Buts     | Matches | Buts  |
| ----------------- | -------------- | --------------- | ----------- | ----------- | ------- | ------ | ---------- | ---------- | -------- | -------- | ------- | ----- |
| Manchester City   | 1986–87        | First Division  | 16          | 1           | 1       | 0      | 2          | 0          | 0        | 0        | 19      | 1     |
| Manchester City   | 1987–88        | Second Division | 33          | 5           | 5       | 1      | 4          | 0          | 1        | 0        | 43      | 6     |
| Manchester City   | 1988–89        | Second Division | 26          | 6           | 1       | 0      | 2          | 0          | 1        | 0        | 30      | 6     |
| Manchester City   | 1989–90        | First Division  | 28          | 2           | 1       | 0      | 2          | 0          | 1        | 0        | 32      | 2     |
| Manchester City   | 1990–91        | First Division  | 33          | 0           | 3       | 0      | 3          | 0          | 3        | 0        | 42      | 0     |
| Manchester City   | 1991–92        | First Division  | 40          | 1           | 1       | 0      | 5          | 0          | 1        | 0        | 47      | 1     |
| Manchester City   | 1992–93        | Premier League  | 21          | 1           | 1       | 0      | 3          | 0          | 0        | 0        | 25      | 1     |
| Manchester City   | 1993–94        | Premier League  | 7           | 0           | 0       | 0      | 0          | 0          | 0        | 0        | 7       | 0     |
| Manchester City   | 1994–95        | Premier League  | 30          | 0           | 4       | 0      | 5          | 0          | 0        | 0        | 39      | 0     |
| Manchester City   | 1995–96        | Premier League  | 29          | 0           | 2       | 0      | 3          | 0          | 0        | 0        | 34      | 0     |
| Manchester City   | 1996–97        | First Division  | 37          | 2           | 2       | 0      | 0          | 0          | 0        | 0        | 39      | 2     |
| Manchester City   | 1997–98        | First Division  | 21          | 0           | 2       | 0      | 2          | 0          | 0        | 0        | 25      | 0     |
| Manchester City   | Total          | Total           | 321         | 18          | 23      | 1      | 31         | 0          | 7        | 0        | 382     | 19    |
| Coventry City     | 1998–99        | Premier League  | 0           | 0           | 0       | 0      | 1          | 0          | 0        | 0        | 1       | 0     |
| Coventry City     | Total          | Total           | 0           | 0           | 0       | 0      | 1          | 0          | 0        | 0        | 1       | 0     |
| Walsall           | 1999–2000      | First Division  | 10          | 0           | 0       | 0      | 0          | 0          | 0        | 0        | 10      | 0     |
| Walsall           | 2000–01        | Second Division | 44          | 0           | 3       | 0      | 4          | 0          | 3        | 0        | 54      | 0     |
| Walsall           | 2001–02        | First Division  | 27          | 0           | 2       | 0      | 2          | 0          | 0        | 0        | 31      | 0     |
| Walsall           | Total          | Total           | 81          | 0           | 5       | 0      | 6          | 0          | 3        | 0        | 95      | 0     |
| Stoke City        | 2001–02        | Second Division | 4           | 0           | 0       | 0      | 0          | 0          | 1        | 0        | 5       | 0     |
| Stoke City        | Total          | Total           | 4           | 0           | 0       | 0      | 0          | 0          | 1        | 0        | 5       | 0     |
| Port Vale         | 2002–03        | Second Division | 35          | 0           | 1       | 0      | 1          | 0          | 1        | 0        | 38      | 0     |
| Port Vale         | 2003–04        | Second Division | 2           | 0           | 0       | 0      | 0          | 0          | 1        | 0        | 3       | 0     |
| Port Vale         | Total          | Total           | 37          | 0           | 1       | 0      | 1          | 0          | 2        | 0        | 41      | 0     |
| Macclesfield Town | 2004–05        | League Two      | 6           | 0           | 2       | 0      | 0          | 0          | 0        | 0        | 8       | 0     |
| Macclesfield Town | 2005–06        | League Two      | 11          | 0           | 0       | 0      | 0          | 0          | 0        | 0        | 11      | 0     |
| Macclesfield Town | 2006–07        | League Two      | 4           | 0           | 0       | 0      | 1          | 0          | 0        | 0        | 5       | 0     |
| Macclesfield Town | Total          | Total           | 21          | 0           | 2       | 0      | 1          | 0          | 0        | 0        | 24      | 0     |
| Total Carrière    | Total Carrière | Total Carrière  | 464         | 18          | 31      | 1      | 40         | 0          | 13       | 0        | 548     | 19    |

A.  La colonne Autre comprend les matches et les buts du Football League Trophy, Football League play-offs (en) et Full Members Cup.

### Comme entraîneur
| Équipe            | Depuis         | Jusqu'au        | Matches | Victoires | Nuls | Défaites | % Victoires |
| ----------------- | -------------- | --------------- | ------- | --------- | ---- | -------- | ----------- |
| Macclesfield Town | 2 octobre 2006 | 23 octobre 2006 | 4       | 0         | 1    | 3        | 0,00        |
| Macclesfield Town | 29 juin 2007   | 27 février 2008 | 38      | 7         | 13   | 18       | 18,42       |

## Palmarès
- Manchester City :
  - Vainqueur de la FA Youth Cup : 1986
  - Vice-champion de la Second Division : 1988-1989
- Walsall :
  - Vainqueur des play-offs de Second Division : 2001
- Stoke City :
  - Vainqueur des play-offs de Second Division : 2002